# Erinaceusyllis serratosetosa
Erinaceusyllis serratosetosa är en ringmaskart som först beskrevs av Hartmann-Schröder 1982.  Erinaceusyllis serratosetosa ingår i släktet Erinaceusyllis och familjen Syllidae. Inga underarter finns listade i Catalogue of Life.